# Agésilas (fils d'Héraclès)
Pour les articles homonymes, voir Agésilas.
Dans la mythologie grecque, Agésilas, en grec ancien Άγησίλαυς est le fils d’Héraclès et d’Omphale, dont les Héraclides de Lydie et Crésus prétendaient être les descendants. 

## Mythologie
Plusieurs lignages grecs revendiquaient une ascendance héraclide. Ainsi, les rois de Lydie prétendaient descendre d’un fils du héros et d’Omphale. Les rois de Sparte disaient eux aussi descendre des Héraclides - les Spartiates dans leur ensemble y prétendaient. Lors de la fête spartiate des Karneia était ainsi promené en cortège un radeau, symbole du passage par les Héraclides de l’isthme de Corinthe. 